# قطعنامه ۱۰۵۸ شورای امنیت
قطعنامه ۱۰۵۸ شورای امنیت سازمان ملل متحد که در تاریخ ۳۰ مه ۱۹۹۶ تصویب شد، سندی بین‌المللی دربارهٔ بررسی وضعیت در یوگسلاوی سابق و جمهوری مقدونیه است. این قطعنامه طی نشست ۳۶۷۰ام با ۱۴ رای موافق، ۰ مخالف و ۱ ممتنع تصویب شد.